# Timon Dzienus

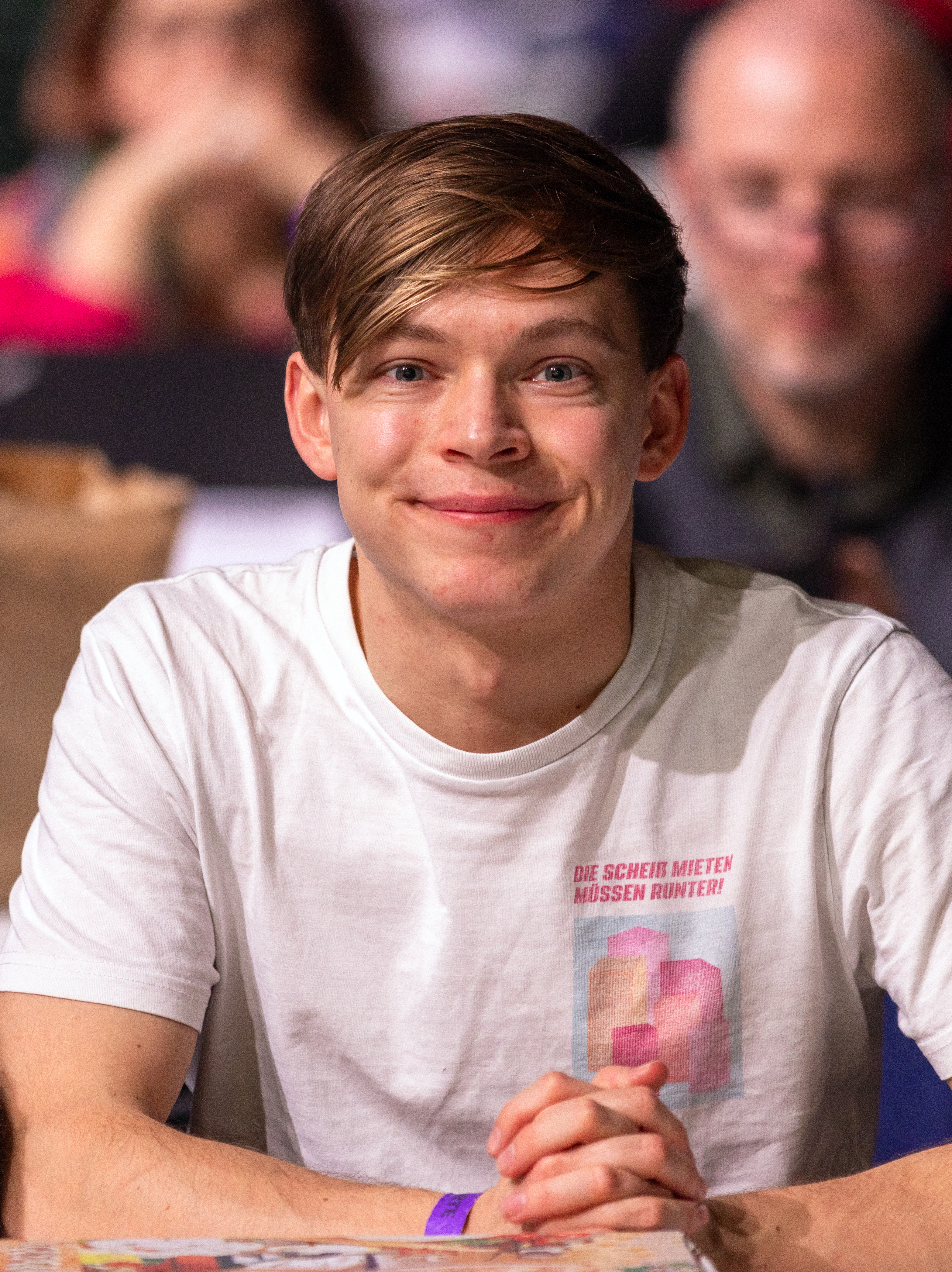
Timon Dzienus (2023)

Timon Michele Dzienus (* 25. Mai 1996 in Nordhorn) ist ein deutscher Politiker. Bei der Bundestagswahl 2025 wurde er in den Deutschen Bundestag gewählt. Gemeinsam mit Sarah-Lee Heinrich war er von Oktober 2021 bis Oktober 2023 Bundessprecher der bündnisgrünen Jugendorganisation Grüne Jugend.

## Werdegang
Dzienus wuchs in Lemwerder auf. Nach dem Abitur 2014 am Max-Planck-Gymnasium in Delmenhorst absolvierte er von 2014 bis 2019 das Bachelorstudium der Politikwissenschaft an der Gottfried Wilhelm Leibniz Universität Hannover.

## Politische Tätigkeit
Dzienus war ab 2011 schulpolitisch tätig, brachte sich als Schüler in Stadt- und Kreisschülerräte ein und war schließlich von 2012 bis 2014 im Landesschülerrat Niedersachsen als Vorstandsmitglied tätig.
2010 trat Dzienus der Grünen Jugend bei. Von 2014 bis 2015 war er Beisitzer im Vorstand und von 2017 bis 2019 Sprecher der Grünen Jugend Niedersachsen. Ab 2019 war er Mitglied im Bundesvorstand der Grünen Jugend, ab 2020 deren Schatzmeister.
Auf dem 55. Bundeskongress der Grünen Jugend am 9. Oktober 2021 wurde Dzienus gemeinsam mit Sarah-Lee Heinrich zum Bundessprecher der Organisation gewählt.
Bei der Wahl zum 21. Deutschen Bundestag 2025 trat Dzienus erfolglos als Direktkandidat der Partei Bündnis 90/Die Grünen im Bundestagswahlkreis Stadt Hannover I an und zog über Platz 6 der niedersächsischen Landesliste in den Bundestag ein.

## Themen und politische Positionen
Dzienus gibt als Schwerpunktthemen selbst „Antifaschismus, Innenpolitik und Arbeitspolitik“ an. In seiner Bewerbung für den Bundesvorsitz der Grünen Jugend thematisierte er zudem den Klimawandel, hohe Mieten und Rassismus.
Im Dezember 2020 sammelte Dzienus nach einer Twitter-Auseinandersetzung mit Benedikt Brechtken von den Jungen Liberalen etwa 75.000 Euro für die Seenotrettung im Mittelmeer. Ausgangspunkt waren drei Tweets zu Jörg Pilawa und dessen Privatinsel, in denen Dzienus unter anderem eine Enteignung Pilawas in Aussicht stellte.
Auf dem Parteitag der Grünen im Oktober 2022 stellte Dzienus für die Grüne Jugend einen Antrag, den von Robert Habeck und Mona Neubaur mit RWE verhandelten „Deal“ zu Lützerath zu kippen und durch ein Moratorium die Zerstörung von Ortschaften durch den Kohleabbau sofort zu stoppen. Die beiden grünen Wirtschaftsminister Robert Habeck und Mona Neubaur hatten vereinbart, dass für einen vorgezogenen Kohleausstieg mit RWE, der Ort Lützerath abgebaggert werden darf. Die Parteispitze machte nach Beobachtung des Tagesspiegels massiven Druck gegen den Antrag von Dzienus. Er argumentierte, dass ihm die Summe der Entscheidungen seiner Partei gegen den Klimaschutz Sorge bereite und er Angst habe, die Grünen könnten den Schulterschluss mit der Klimabewegung verlieren. Am Ende fehlten Dzienus und der Grünen Jugend nur 19 Stimmen bei mehr als 600 Delegierten.
Den Prozess gegen die Linksextremistin Lina E. und drei weitere Angeklagte, die 2023 vom Oberlandesgericht Dresden nach 98 Verhandlungstagen zu Freiheitsstrafen von bis zu fünf Jahren und drei Monaten verurteilt wurden, bewertete er nach der Urteilsverkündung in einem viel beachteten Tweet als „völlig übertrieben“. Den Prozess bezeichnete er als „Quatsch“ sowie das Urteil als „skandalös“ und eine „Farce“.
Für die Beleidigung des ehemaligen Grünen-Politikers Boris Palmer als „rassistischer Kotzbrocken“ wurde Dzienus nach Palmers Strafantrag im Oktober 2023 vom Amtsgericht Hannover zu einer Geldstrafe von 30 Tagessätzen in Höhe von insgesamt 900 Euro verurteilt.